# Àvies remeieres del Parc de Pedra Tosca
Plantilla:Falten verificar admissibilitat

Les Àvies remeieres del Parc de Pedra Tosca són un grup d'àvies de la Garrotxa que es troben al Baixador de Codella (Parc de Pedra Tosca) a les Preses per fer tallers i xerrades.
Tots els primers dissabtes de mes es troben al Parc per fer xarrades i destil·lacions sobre plantes d'una manera molt pràctica on la gent també hi pot participar.
Els primers divendres de mes fan sortides de camp per observar les plantes en el seu hàbitat natural, i depèn de l'època de l'any s'observen unes plantes o unes altres. Amb les plantes que es recullen a les sortides fan petites xerrades per conèixer les seves propietats i usos.
Fan presentacions del seu llibre "Guarir amb plantes remeieres"
Les àvies remeieres del Parc de Pedra Tosca van publicar el llibre "Guarir" que parla de com s'utilitzaven antigament les plantes per fer remeis. El llibre inclou fotos i fitxes sobre moltes de les plantes que es poden trobar a Catalunya.